# Reazione di accoppiamento di Cadiot-Chodkiewicz
In chimica organica la reazione di accoppiamento di Cadiot-Chodkiewicz è una reazione di accoppiamento tra un alchino terminale e un aloalchino catalizzata da un sale di rame(I), come ad esempio il bromuro di rame(I), e una base amminica, avente come prodotto di reazione un 1,3-diino o di-alchino.

## Meccanismo di reazione
Il meccanismo di reazione prevede la deprotonazione dell'alchino terminale attraverso una base, seguita dalla formazione di acetiluro rameoso. A questa segue un ciclo di addizione ossidativa e di eliminazione riduttiva sul rame centrale al fine di creare un nuovo legame carbonio-carbonio.
{\displaystyle {\begin{array}{c}{\mathsf {R^{1}{-}C{\equiv }C{-}X\ +\ Cu{-}C{\equiv }C{-}R^{2}\xrightarrow {\displaystyle {\text{Addizione ossidativa}}} {\underset {\text{Intermediario di Cu(III)}}{R^{1}{-}C{\equiv }C{-}{\overset {\displaystyle X \atop \vert }{Cu}}{-}C{\equiv }C{-}R^{2}}}}}\\{\mathsf {\xrightarrow {\displaystyle {\text{Eliminazione riduttiva}}} CuX\ +\ R^{1}{-}C{\equiv }C{-}C{\equiv }C{-}R^{2}}}\end{array}}}

## Applicazione
Contrariamente alla reazione di accoppiamento di Glaser, la reazione di accoppiamento di Cadiot-Chodkiewicz procede selettivamente e accoppia solamente l'alchino con l'aloalchino, portando a un singolo prodotto. In confronto, la reazione di Glaser produrrebbe semplicemente una distribuzione di tutti i possibili prodotti di accoppiamento.
In uno studio la reazione di accoppiamento di Cadiot-Chodkiewicz è stata applicata nella sintesi di macrocicli acetilenici a partire dal cis-1,4-dietinil-1,4-dimetossicicloesa-2,5-diene. Tale composto è usato anche come base di partenza per ottenere il derivato dibromuro a partire dall'N-bromosuccinimide (NBS) e dal nitrato d'argento:
La reazione di accoppiamento si svolge in metanolo con piperidina, cloridrato di idrossilammina e bromuro di rame(I).